# Agnès Wuthrich
Agnès Wuthrich, née à Lausanne le 4 septembre 1975 est une journaliste suisse.

## Biographie
Après le collège de Saint-Maurice, elle commence des études d’architecture à l'École Polytechnique Fédérale de Lausanne avant d'opter pour des études de sciences politiques à l'Université de Lausanne. Elle débute comme pigiste au Journal de Genève, 24 Heures et à la Gazette de Lausanne en 1996 avant d'en devenir journaliste puis en 1999, elle devient secrétaire d'édition au journal Le Temps.
Elle débute à la rédaction de l'actualité de la Radio télévision suisse en 2003. Elle est connue des Suisses romands dès 2006 pour la présentation du journal de 12h45 et de 2008 à 2020 des journaux de 19h30 et de 12h45 de RTS Un du week-end.
Le 9 août 2020, elle annonce présenter son dernier journal télévisé.

## Vie privée
Mariée à Boris Siaka Stevens, originaire du Sierra Leon, docteur en Sciences techniques de l’École Polytechnique Fédérale de Lausanne, ce dernier décède le 6 décembre 2016.